# Antonio Di Salvo
Antonio Di Salvo (ur. 5 czerwca 1979 w Paderbornie) – włoski piłkarz występujący na pozycji napastnika.

## Kariera
Korzenie piłkarza sięgają Sycylii, skąd pochodzą jego rodzice. Di Salvo rozpoczynał swoją juniorską karierę w klubie Bad Lippspringe BV, a jako 12-latek przeniósł się do Paderbornu, gdzie w wieku 17 lat zadebiutował w Regionallidze. W styczniu 2000 przeniósł się do Bayernu Monachium. W Bundeslidze zadebiutował 19 sierpnia 2000 w wygranym 3:0 meczu z VfL Bochum. W barwach Bayernu rozegrał 6 ligowych spotkań.
Po sezonie 2000/2001 Di Salvo odszedł z Bayernu do Hansy Rostock, również występującej w Bundeslidze. Pierwsze ligowe spotkanie rozegrał tam 4 sierpnia 2001 przeciwko Bayerowi 04 Leverkusen, wchodząc na boisko w 87. minucie meczu w miejsce Bachirou Salou. 8 września 2001 w zremisowanym 1:1 meczu z SC Freiburg strzelił swojego pierwszego gola w Bundeslidze. W sezonie 2004/2005 spadł z zespołem do 2. Bundesligi.
W 2006 roku Di Salvo przeszedł do TSV 1860 Monachium, także grającego 2. Bundeslidze i spędził tam 3 sezony. W styczniu 2010 odszedł do austriackiego zespołu Kapfenberger SV, gdzie w tym samym roku zakończył karierę.
W Bundeslidze rozegrał 100 spotkań i zdobył 17 bramek.

## Sukcesy
- Bundesliga: mistrzostwo Niemiec (2000)
- Puchar Niemiec (2000)